# Middle Rocks
Middle Rocks  (tiếng Mã Lai: Batuan Tengah; tiếng Trung: 中岩礁) là hai đá nổi riêng biệt nhỏ không có người ở cách nhau bởi 250 mét nước mở nằm ở khe phía Đông của eo biển Singapore ở phía tây của Biển Đông. Trước đây cả Malaysia và Singapore đều tuyên bố chủ quyền, Toà án Công lý Quốc tế đã phán quyết vào năm 2008 rằng những đá ngầm này thuộc chủ quyền Malaysia.

## Địa lý
Đá ngầm có cự ly 8,0 hải lý (14,8 km; 9.2 mi) về phía đông nam của bang Malaysia Johor và chỉ 0,6 hải lý (1,1 km; 0,69 dặm) về phía nam của Pedra Branca, và đứng giữa 0,6 mét (2.0 ft) đến 1.0 mét (3,3 ft) so với mực nước biển.

## Tranh chấp sở hữu

Vị trí gần của Trung Rocks ở Biển Đông liên quan đến các quốc gia và hòn đảo xung quanh nó.

Cùng với Pedra Branca và một hệ thống đá nổi khác trong vùng lân cận được gọi là South Ledge, là chủ đề của một cuộc tranh chấp lãnh thổ giữa Malaysia và Singapore. Đối với Middle Rocks và South Ledge, tranh chấp phát sinh khi Singapore tuyên bố chủ quyền đối với cả hai đảo này vào năm 1993. Vấn đề đã được giải quyết bởi Tòa án Công lý Quốc tế năm 2007, phán quyết rằng Middle Rocks thuộc về Malaysia trong khi trao cho Pedra Branca cho Singapore. Tình trạng South Ledge vẫn chưa được giải quyết.
Theo quyết định này, cả hai nước cho biết họ sẽ tổ chức các cuộc thảo luận để thành lập biên giới biển xung quanh khu vực.
Malaysia đã gửi một đội từ Cục Bản đồ và Khảo sát xây dựng cột cờ, năm cột mốc và một tượng đài từ ngày 4 đến 12 tháng 6 năm 2008. Cờ Malaysia đã được treo lên và nhóm đã hát bài quốc ca Malaysia Negaraku trong một buổi lễ được báo chí đưa tin vào ngày 13 và 14 tháng 6 năm 2008.